# Calma (chanson)
 (novembre 2019).
Si vous disposez d'ouvrages ou d'articles de référence ou si vous connaissez des sites web de qualité traitant du thème abordé ici, merci de compléter l'article en donnant les références utiles à sa vérifiabilité et en les liant à la section « Notes et références ».
Pour les articles homonymes, voir Calma (homonymie).
Singles de Pedro Capó (en)
Las Luces
(2018) Te Olvidaré
(2019)
Calma est une chanson de l'artiste portoricain Pedro Capó (en), sorti le 20 juillet 2018, le single a été écrit par Pedro Capó (en), George Noriega (en) et Gabriel Edgar Gonzalez Perez, ce single atteint les 200 millions de vues sur YouTube.

## Classements
| Chart (2018-2019)                       | Meilleure position |
| --------------------------------------- | ------------------ |
| Allemagne (Media Control AG)            | 33                 |
| Argentine (Monitor Latino)              | 1                  |
| Bolivie (Monitor Latino)                | 1                  |
| Chili (Monitor Latino)                  | 1                  |
| Colombie (Monitor Latino)               | 1                  |
| Colombie (National-Report)              | 1                  |
| Costa Rica (Monitor Latino)             | 1                  |
| Équateur (Monitor Latino)               | 2                  |
| Équateur (National-Report)              | 3                  |
| France (SNEP)                           | 11                 |
| France (SNEP Ventes)                    | 4                  |
| Guatemala (Monitor Latino)              | 1                  |
| Honduras (Monitor Latino)               | 3                  |
| Mexique (Monitor Latino)                | 1                  |
| Nicaragua (Monitor Latino)              | 2                  |
| Panama (Monitor Latino)                 | 1                  |
| Paraguay (Monitor Latino)               | 1                  |
| Pérou (Monitor Latino)                  | 1                  |
| Portugal (AFP)                          | 13                 |
| Porto Rico (Monitor Latino)             | 1                  |
| République dominicaine (Monitor Latino) | 1                  |
| Salvador (Monitor Latino)               | 1                  |
| Slovénie (SloTop50)                     | 2                  |
| Suisse (Schweizer Hitparade)            | 2                  |
| Uruguay (Monitor Latino)                | 1                  |
| Venezuela (Monitor Latino)              | 2                  |
| Venezuela (National-Report)             | 2                  |

| Chart (2019)                            | Position |
| --------------------------------------- | -------- |
| Argentine (Monitor Latino)              | 1        |
| Autriche (Ö3 Austria Top 40)            | 32       |
| Belgique (Ultratop Wallonie)            | 15       |
| Bolivie (Monitor Latino)                | 2        |
| Chili (Monitor Latino)                  | 1        |
| Colombie (Monitor Latino)               | 1        |
| Costa Rica (Monitor Latino)             | 1        |
| République dominicaine (Monitor Latino) | 4        |
| Équateur (Monitor Latino)               | 2        |
| Salvador (Monitor Latino)               | 1        |
| France (SNEP)                           | 16       |
| Guatemala (Monitor Latino)              | 2        |
| Honduras (Monitor Latino)               | 2        |
| Hongrie (Dance Top 40)                  | 79       |
| Hongrie (Single Top 40)                 | 40       |
| Italie (FIMI)                           | 3        |
| Mexique (Monitor Latino)                | 2        |
| Nicaragua (Monitor Latino)              | 4        |
| Panama (Monitor Latino)                 | 2        |
| Paraguay (Monitor Latino)               | 2        |
| Pérou (Monitor Latino)                  | 2        |
| Pologne (ZPAV)                          | 39       |
| Portugal (AFP)                          | 23       |
| Porto Rico (Monitor Latino)             | 94       |
| Roumanie (Airplay 100)                  | 2        |
| Slovénie (SloTop50)                     | 3        |
| Suisse (Schweizer Hitparade)            | 8        |
| Uruguay (Monitor Latino)                | 2        |
| États-Unis (Hot Latin Songs)            | 4        |
| États-Unis (Latin Airplay)              | 3        |
| Venezuela (Monitor Latino)              | 1        |

| Chart (2020)               | Position |
| -------------------------- | -------- |
| Argentine (Monitor Latino) | 27       |
| Hongrie (Rádiós Top 40)    | 63       |

## Farruko Remix
Singles par Farruko
Falsas Promesas (Remix)
(2018) Inolvidable (Remix)
(2018)
Le 5 octobre 2018, une remix sort avec Farruko, elle fut écrite par Pedro Capó, Farruko, George Noriega, Gabriel Edgar Gonzalez Perez, Franklin Jovani Martínez, Sharo Towers et ses producteurs Rec808.

### Clip musical
La remix de Calma a été mise en ligne le 5 octobre 2018 sur YouTube, le clip montre les Pedro Capó et Farruko dans un plage au Porto Rico avec plusieurs personnes, ce succès leur a valu plus de deux milliards de vues.

### Classements
| Chart (2018-2019)                       | Meilleure position |
| --------------------------------------- | ------------------ |
| Argentine (Argentina Hot 100)           | 1                  |
| Argentine (Monitor Latino)              | 1                  |
| Autriche (Ö3 Austria Top 40)            | 8                  |
| Belgique (Flandre Ultratop 50 Singles)  | 34                 |
| Belgique (Wallonie Ultratop 50 Singles) | 4                  |
| Bolivie (Monitor Latino)                | 2                  |
| Brésil (Crowley Charts)                 | 81                 |
| Brésil (Top 10 Pop Internacional)       | 4                  |
| Bulgarie (Prophon)                      | 1                  |
| Chili (Monitor Latino)                  | 1                  |
| Colombie (Monitor Latino)               | 1                  |
| Costa Rica (Monitor Latino)             | 1                  |
| Équateur (Monitor Latino)               | 2                  |
| Espagne (PROMUSICAE)                    | 2                  |
| États-Unis (Hot 100)                    | 71                 |
| États-Unis (Hot Latin Songs)            | 3                  |
| Guatemala(Monitor Latino)               | 1                  |
| Honduras (Monitor Latino)               | 1                  |
| Hongrie (Rádiós Top 40)                 | 19                 |
| Hongrie (Single Top 40)                 | 5                  |
| Hongrie (Dance Top 40)                  | 27                 |
| Italie (FIMI)                           | 1                  |
| Mexique (Monitor Latino)                | 6                  |
| Mexique (Airplay)                       | 1                  |
| Nicaragua (Monitor Latino)              | 2                  |
| Panama (Monitor Latino)                 | 1                  |
| Paraguay (Monitor Latino)               | 1                  |
| Pérou (Monitor Latino)                  | 1                  |
| Pologne (ZPAV)                          | 9                  |
| République dominicaine (Monitor Latino) | 3                  |
| Roumanie (Romanian Radio Airplay)       | 1                  |
| Salvador (Monitor Latino)               | 1                  |
| Slovaquie (IFPI Rádio)                  | 5                  |
| Slovaquie (IFPI Singles Digitál)        | 11                 |
| Suède (Sverigetopplistan)               | 2                  |
| Ukraine (Tophit)                        | 1                  |
| Uruguay (Monitor Latino)                | 1                  |
| Venezuela (Monitor Latino)              | 1                  |

## Certifications
| Pays       | Récompense           | Ventes    |
| ---------- | -------------------- | --------- |
| Allemagne  | Or                   | 200,000   |
| Autriche   | Or                   | 15,000    |
| Belgique   | Or                   | 20,000    |
| Brésil     | Diamant              | 160,000   |
| Espagne    | 5 × Platine          | 200,000   |
| États-Unis | 27 × Platine         | 1,620,000 |
| France     | Diamant              | 333,333   |
| Italie     | 4 × Platine          | 200,000   |
| Mexique    | 2 × Diamant+ Platine | 660,000   |
| Pologne    | 3 × Platine          | 60,000    |
| Portugal   | Platine              | 10,000    |
| Suisse     | 4 × Platine          | 80,000    |

## Autres versions
Une deuxième remix sort avec la chanteuse américaine Alicia Keys le 19 avril 2019.
Une troisième remix sort avec le disc jockey norvégien Alan Walker le 21 juin 2019, c'est ainsi la seconde collaboration de Farruko et Alan Walker après On My Way.

## Nominations
| Année | Récompense       | Catégorie                                 | Nomination                                                    | Résultat   |
| ----- | ---------------- | ----------------------------------------- | ------------------------------------------------------------- | ---------- |
| 2019  | NRJ Music Awards | Groupe ou duo international de l'année    | Pedro Capó (en), Farruko et Alicia Keys                       | Nomination |
| 2019  | NRJ Music Awards | Artiste masculin international de l'année | Pedro Capó (en)                                               | Nomination |
| 2019  | NRJ Music Awards | Chanson internationale de l'année         | Pedro Capó (en), Farruko et Alicia Keys Pour la chanson Calma | Nomination |
| 2019  | NRJ Music Awards | Titre certifié disque de diamant          | Pedro Capó (en), Farruko et Alicia Keys Pour la chanson Calma | Lauréat    |
| 2020  |                  |                                           |                                                               |            |